# إد بيتشر
إد بيتشر (بالإنجليزية: Ed Beecher)‏ هو لاعب كرة قاعدة أمريكي، ولد في 2 يوليو 1860 في غويلفورد في الولايات المتحدة، وتوفي في 12 سبتمبر 1935 في هارتفورد في الولايات المتحدة.

## وصلات خارجية
- إد بيتشر على موقعبيزبول رفرنس.كوم (الدوري الرئيسي) (الإنجليزية)
- إد بيتشر على موقعبيزبول رفرنس.كوم (الدوري الثانوي) (الإنجليزية)